# Arıkdere
Arıkdere (früher Germiş oder Germuş) ist ein ehemaliges Dorf im Bezirk Karkamış der türkischen Provinz Gaziantep. Seit der Ernennung des Provinzzentrums Gaziantep zur  Büyükşehir Belediyesi 1986 ist es ein Ortsteil des Bezirkszentrums Karkamış. Der Ort liegt etwa 15 Kilometer westlich von Karkamış, mit dem er durch eine Landstraße verbunden ist, und 15 Kilometer südwestlich von Gaziantep. Etwa vier Kilometer südlich verläuft die Grenze zu Syrien. Nahe der Grenze im Ort Öncüler befindet sich ein Haltepunkt der Eisenbahnlinie, die Karkamış mit dem westlich gelegenen Elbeyli verbindet.
Die Entfernung zum bronzezeitlichen Fundort Karkemiš am Euphrat beim Bezirkszentrum beträgt ebenfalls 15 Kilometer. In der Nähe von Arıkdere wurde die späthethitische Stele von Germiş gefunden, die heute im Museum für anatolische Zivilisationen in Ankara ausgestellt ist.